# ورونیکا برنر
ورونیکا برنر (انگلیسی: Veronica Brenner؛ زادهٔ ۱۸ اکتبر ۱۹۷۴)از برندگان مدال‌های بازی‌های المپیک اهل کانادا است.